# الكونفدرالية الدولية للنقابات الحرة
كان الاتحاد الدولي لنقابات العمال الحرة (ICFTU) دولي النقابية. جاء إلى حيز الوجود في 7 ديسمبر 1949 بعد انقسام داخل الاتحاد العالمي لنقابات العمال (اتحاد النقابات العالمي)، وحلت في 31 تشرين الأول 2006 عندما اندمجت مع الاتحاد العالمي للعمل (WCL) لتشكيل الاتحاد الدولي لنقابات (ITUC ). ضم الاتحاد عضويته 157 مليون عضو في 225 منظمة تابعة في 148 بلدا وإقليما قبل أن يتم حله.